# Sakar
Sakar è un'isola vulcanica di Papua Nuova Guinea.

## Geografia
L'isola di Sakar è un'isola di vulcanica di forma quasi circolare larga 9,6 km e lunga 8 km situata nello stretto di Dampier a 17,5 km nord dell'isola di Umboi e 36 km ad ovest dell'estrema punta occidentale della Nuova Britannia, nel Mare di Bismarck.
Il territorio è caratterizzato dalla presenza di uno stratovulcano alla cui sommità è presente un lago e la cui attività è limitata attualmente soltanto da sorgenti geotermiche e da un cono sul fianco meridionale con periodiche emissioni di nubi e cenere. L'isola è parzialmente circondata da una barriera corallina, è ricoperta di foresta pluviale ed il clima è tropicale umido.